# جسی ور
جسیکا (جسی) لویئس ور (متولد ۱۵ اکتبر ۱۹۸۴) خواننده و ترانه‌سرای بریتانیایی است که آهنگ «وحشی‌ترین لحظات» او در سال ۲۰۱۲ به عنوان بهترین آهنگ شناخته شد. وب سایت Idolator از این آلبوم به عنوان بهترین آلبوم سال ۲۰۱۲ نام برد.

## اوایل زندگی
جسی در بیمارستان ملکه شارلوت در هامرسمید شهر لندن در یک خانواده یهودی زاده شد.
او دختر هلنا یک مددکار اجتماعی و جان ور خبرنگار بی‌بی‌سی است که هنگامی که ۱۰ ساله بود از هم طلاق گرفتند. خواهر جوان‌تر او هانا ور نیز بازیگر است. جسی به همراه فلیکس وایت در مکابی زندگی می‌کند و همچنین با ادل رابطهٔ دوستانه‌ای دارد.

## آموزش و پرورش
جسی در یک مدرسه مستقل در دالویچ، جنوب لندن تحصیلات ابتدایی خویش را آغاز نمود و در رشته ادبیات انگلیسی دانشگاه ساسکس تحصیل کرده‌است.
سپس به عنوان روزنامه‌نگار در جویش کرونیکل مشغول به کار شد.

## حرفه موسیقی

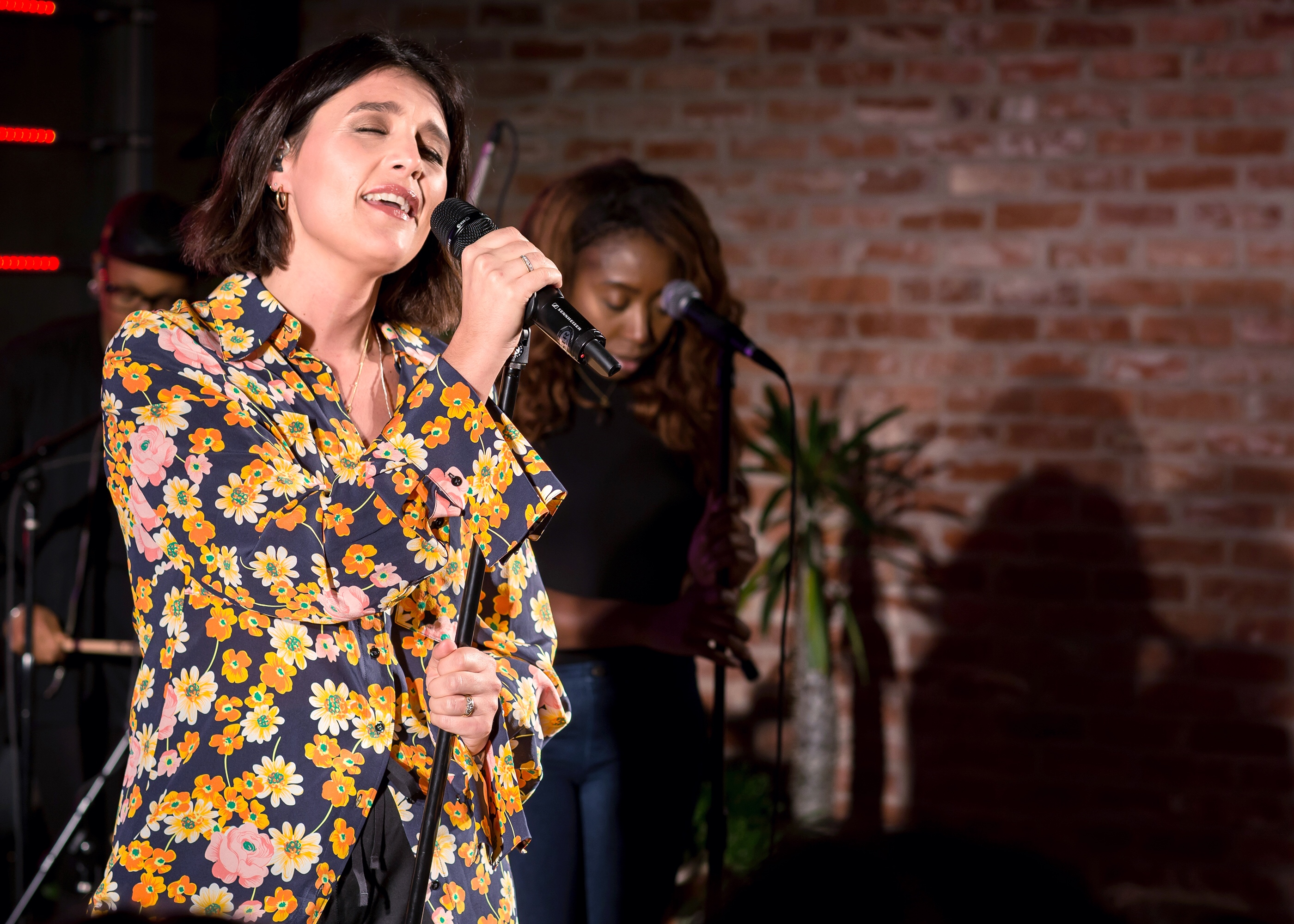
جسی ور در حال اجرای زنده در Space 15 Twenty در هالیوود، لس آنجلس، کالیفرنیا، یکشنبه، ۵ نوامبر ۲۰۱۷.

### ۲۰۰۹–۲۰۱۰: پشتیبان خواننده
در سال‌های قبل از انتشار اولین آلبوم خویش به عنوان خواننده پشتیبان در کنسرت‌های جک پناتی شرکت می‌کرده‌است که به گفته خودش از این دوران به عنوان دوران یادگیری و آموزش و همچنین خواندن بدون استرس و فشار یاد می‌کند.
او آهنگ ولنتاین را به همراه اس‌بی‌تراکت ساخت که در سال ۲۰۱۱ توسط ترکان جوان منتشر شد. در این آهنگ تا حدودی از آهنگ "جیغ ویلهلم " جیمز بلیک الهام گرفته شده بود. موزیک ویدئو این آهنگ توسط مارکوس سودرلند کارگردانی شد.

### ۲۰۱۱-حال حاضر: صمیمیت
در ۱۴ اکتبر ۲۰۱۱ جسی ور اولین آهنگ انفرادی خود را به نام "Strangest Feeling" منتشر کرد که در جدول تک‌آهنگ‌های بریتانیا قرار گرفت.
در ۲۰ اوت ۲۰۱۲، او اولین آلبوم خود را با نام Devotion منتشر کرد که در جدول موسیقی آلبوم‌های بریتانیا به عنوان پنجمین آلبوم قرار گرفت و در ۱۱ سپتامبر صمیمیت یا Devotion به عنوان نامزد جایزه مرکوری اعلام شد.
در سال ۲۰۱۳ جسی در تور انگلستان توسط لورا موولا پشتیبانی شد. تور انگلستان او از ۶ مارس شروع و در شهرهای کمبریج، منچستر، گلاسکو، بیرمنگام، آکسفورد، بریستول برگزار شد و در لندن پایان یافت. او همچنین در نیمه دوم ماه مارس ۲۰۱۳ یک تور اروپا و در آوریل ۲۰۱۳ یک تور ایالات متحده داشته‌است.